# Баскська література
Баскська література  — література народу басків, що живе в Іспанії (провінції Алава, Біскайя, Гіпускоа, Наварра) і Франції (деп. Нижні Піренеї).
Найдавніші тексти Баскською мовою — це монолог Панурга в «Пантагрюелі» Ф. Рабле (вид. 1543) і збірник релігійних і любовних віршів священика Бернардо Дечепаре «Початки Баскської мови» (1545).
Протягом 16—19 ст. Баскську літературу творили в основному просвітителі, серед яких переважало католицьке духівництво. В цей час опубліковані релігійно—моралізаторські книги й фольклорні записи: кн. «Наслідки» Педро де Ашулара (1643), збірка «Різдвяні вірші» Х. Етчеберрі (1630—1631), збірка Баскських прислів'їв (1657) світського автора А. Ойєнарта та ін.
На 18 століття припадає літературна діяльність священика М. де Ларраменді, який видав збірку «Пісенна творчість Гіпускоа», і графа Пеньяфлоріде, засновника Баскського товариства друзів батьківщини та автора комічної опери «Осміяний п'яниця» (1764) з вокальними номерами Баскською мовою. Просвітительські ідеї характерні для філософа П. П. де Астарлоа і прозаїка Х. А. Могель-і-Уркісу, який написав перший Баскський роман «Перу Абарака» (вид. 1881, присвячений життю селянства), поетів Х. І. Істуети, П. Топета, байкарів А. П. Істурріагі і С. Моно.
У середині 19 століття почав розвиватися романтизм, у літературі посилилися патріотичні мотиви. Вірш Х. М. Іпаррагірре «Дуб Герніки» (1851) став гімном басків. У поемі Ж. М. Іррібаррена «Баск» (1853) складається хвала Баскському народові. З ліричними й сатиричними віршами виступав І. Баскаррондо (псевдонім — Вілінч). Романтична проза представлена романами «Око провісника» А. Чао (1866) і «Володар Басо з Етумети» Х. В. Аракістайна (1882).
Із 80-х рр. почали виходити Баскською мовою книжки, журнали і газети в Іспанії, Франції, а також у Південній Америці, де оселялися емігранти — баски. Реалістичні тенденції, що проявилися у віршах С. де Арана Гойрі, розвиваються у творчості його наступників, поетів 20 століття Х. М. Агірре, Е. де Уркіаги і прозаїка Д. Агірре, якому належать романи «Морські води» (1906) і «Папороть» (1912).
Революційні зрушення в Іспанії 20 століття, перемога Народного Фронту (1936), після якої країна басків здобула автономію, стали поштовхом для розвитку літератури в усіх її жанрах, але культурне життя басків було придушено франкістським режимом. Серед нечисленних творів цього часу — поема Н. де Ормаечеа «Баски» (1950). Тільки з відновленням 1977 автономії почався новий етап у розвитку Баскської літератури. Твори Г. Аресті Сегуроли — поема «Вниз по схилу» (1960), поетична збірка «Камінь і народ» (1964), цикли віршів «Баскський камінь», «Цей кам'яний народ» (обидва опубліковані 1976 в періодиці) — наповнені соціальним змістом і народними мотивами, збагатили літературу новими темами та ідеями; вони позначені пошуками в галузі форми, характерними для сучасної європейської поезії. Ці ж тенденції продовжуються в творчості поета і прозаїка Х. Кінтани, який також перевидав ряд Баскських класиків. Фундатор і перший президент Академії Баскської мови Р. М. де Аскуе був укладачем двотомного Басксько-французько-іспанського словника (1905—1906).
Український етнограф і археолог Ф. К. Вовк у журналі «Літературно-науковий вісник» надрукував спогади про перебування в Країні Басків, про які згадував І. Франко (Зібрання творів, т. 41. К., 1984, с. 328).